# Xylolaemus aeonii
Xylolaemus aeonii là một loài bọ cánh cứng trong họ Zopheridae. Loài này được Oromí & García miêu tả khoa học năm 1986.